# Saverio Vollaro
Saverio Vòllaro (Reggio Calabria, 16 ottobre 1922 – Roma, 28 luglio 1986) è stato un poeta, critico cinematografico e traduttore italiano.

## Biografia
Nato nel 1922 a Reggio Calabria, laureato in giurisprudenza, Sergio Vòllaro si trasferisce nel 1953 a Roma ed è assunto al Ministero dei lavori pubblici dove si occupa della biblioteca interna.
Nel 1956 pubblica un primo volume di poesie, Le passeggiate che, ex aequo con Canti barocchi di Lucio Piccolo, vince il premio letterario Chianciano. Seguono Romoli e Rome (1962) e La mummia sbagliata (1973). Pubblica, inoltre, racconti e poesie su vari periodici: Il Verri, Letteratura, Botteghe Oscure e scrive testi per il teatro cabaret.
Il suo interesse per il cinema lo porta a collaborare con alcune riviste del settore, quali Bianco e Nero, Cinema e Cinema Nuovo.
Tra le sue opere, sono da ricordare le traduzioni dal latino della Cena di Trimalcione di Petronio e delle Satire di Persio.
Muore a Roma, a sessantatré anni, nel 1986.

## Opere
- Le passeggiate, Roma, De Luca, 1956.
- Romoli e Rome, Milano, A. Mondadori, 1962.
- La mummia sbagliata, Roma, Flaminia, 1973.

### Traduzioni e curatele
- Petronio Arbitro, La cena di Trimalcione, introduzione e traduzione di Saverio Vollaro, Parma, U. Guanda, 1963.
- Aulo Persio Flacco, Le satire, a cura di Saverio Vollaro, in appendice traduzione e note di Vincenzo Monti, Torino, Einaudi, 1982.